# Bucculatrix tridenticola
Bucculatrix tridenticola är en fjärilsart som beskrevs av Braun 1963. Bucculatrix tridenticola ingår i släktet Bucculatrix och familjen kronmalar. Inga underarter finns listade i Catalogue of Life.